# Championnats de Belgique d'athlétisme 1962
En 1962 les Championnats de Belgique d'athlétisme toutes catégories hommes et femmes se sont déroulés les 14 et 15 juillet au stade du Heysel à Bruxelles.

## Résultats
| Hommes             | Prestation    | Catégorie            | Femmes                | Prestation   |
| ------------------ | ------------- | -------------------- | --------------------- | ------------ |
| Édouard Leroy      | 10 s 9        | 100 m                | Dorette Van de Broek  | 12 s 4       |
| Adhémar Schoufs    | 22 s 0        | 200 m                | Therese Schueremans   | 26 s 8       |
| Louis De Clerck    | 48 s 3        | 400 m                | Marie-Louise Wirix    | 59 s 5       |
| Jos Lambrechts     | 1 min 51 s 3  | 800 m                | Marie-Louise Wirix    | 2 min 23 s 1 |
| Jos Lambrechts     | 3 min 49 s 0  | 1 500 m              | -                     | -            |
| Eugène Allonsius   | 14 min 17 s 8 | 5 000 m              | -                     | -            |
| Rik Clerckx        | 30 min 09 s 8 | 10 000 m             | -                     | -            |
| -                  | -             | 80 m haies           | Gerarda Lambrechts    | 12 s 4       |
| Wilfried Geeroms   | 14 s 4        | 110 m haies          | -                     | -            |
| Marcel Lambrechts  | 53 s 5        | 400 m haies          | -                     | -            |
| Gaston Roelants    | 8 min 54 s 6  | 3 000 m steeplechase | -                     | -            |
| Charles Timmermans | 1,90 m        | Saut en hauteur      | Lieve Brys            | 1,50 m       |
| Paul Coppejans     | 4,30 m        | Saut à la perche     | -                     | -            |
| Jean Debroux       | 7,33 m        | Saut en longueur     | Dorette Van de Broek  | 5,47 m       |
| Guy Lukowski       | 13,58 m       | Triple saut          | -                     | -            |
| Edouard Szostak    | 15,28 m       | Lancer du poids      | Simone Saenen         | 12,84 m      |
| Edouard Szostak    | 44,95 m       | Lancer du disque     | Simone Saenen         | 41,83 m      |
| Guy Van Zeune      | 64,40 m       | Lancer du javelot    | Ghislaine D'Hollander | 38,45 m      |
| Henri Haest        | 55,47 m       | Lancer du marteau    | -                     | -            |

## Sources
- Ligue Belge Francophone d'Athlétisme